# Kapel Aerebeekstraat

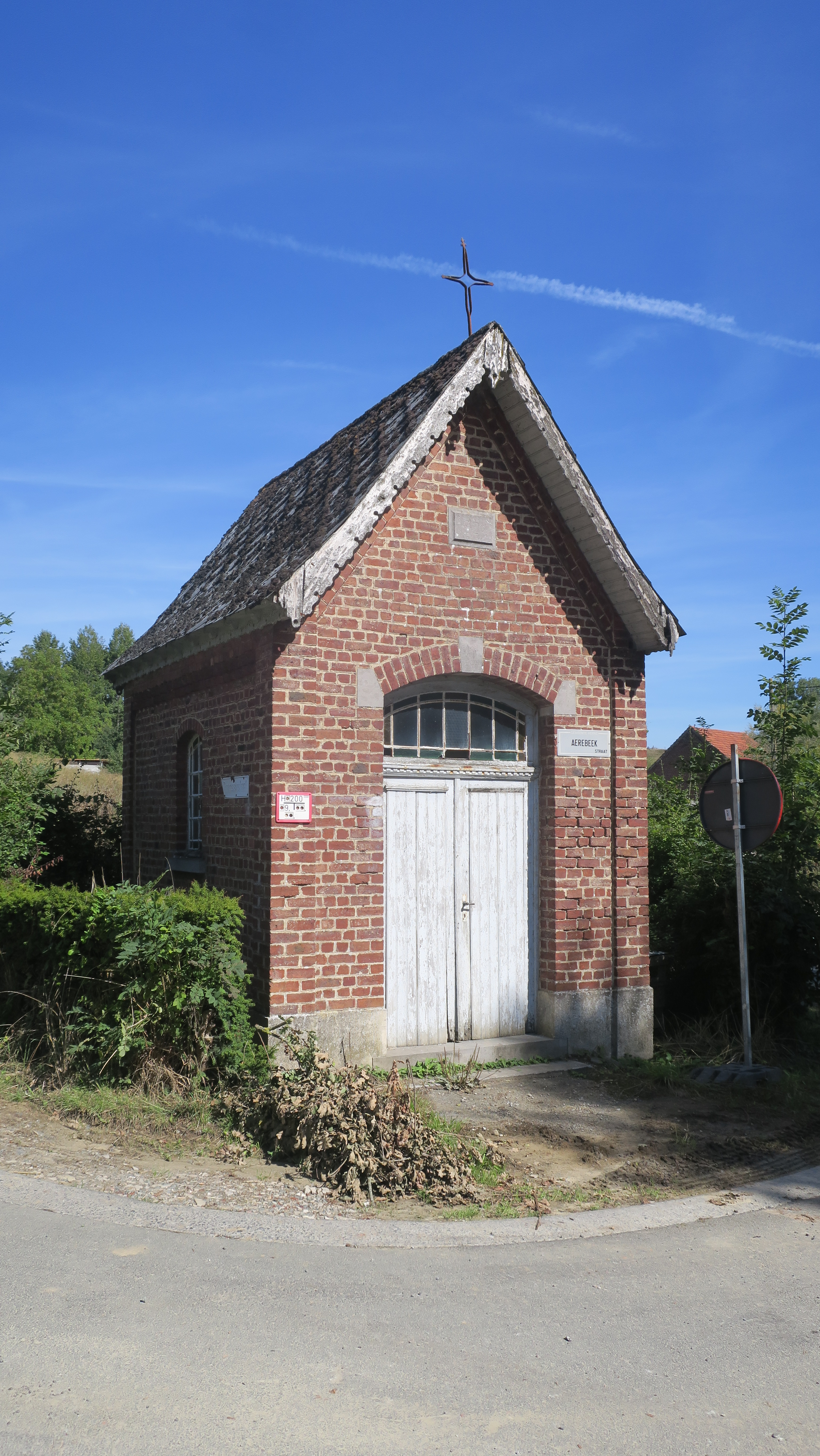
Vooraanzicht Kapel Aerebeekstraat.Foto Anne-Mie Havermans.

De kapel Aerebeekstraat is een kapel gelegen op de samenloop van de Aerebeekstraat en Processiestraat van de Vlaams-Brabantse gemeente Herne.  

## Historiek
Het kapelgebouw is gebouwd in 1924 door de familie Decorte en ingewijd door een pater kapucijn. Het gebouw werd opgericht met de belofte dat de vijf overblijvende kinderen van het gezin gezond en wel mochten opgroeien. Het is een waardevolle kapel door zijn ontwerp en de zorg voor de uitwerking van zowel het exterieur als de gedetailleerde afwerking van het interieur. 

## Architectuur

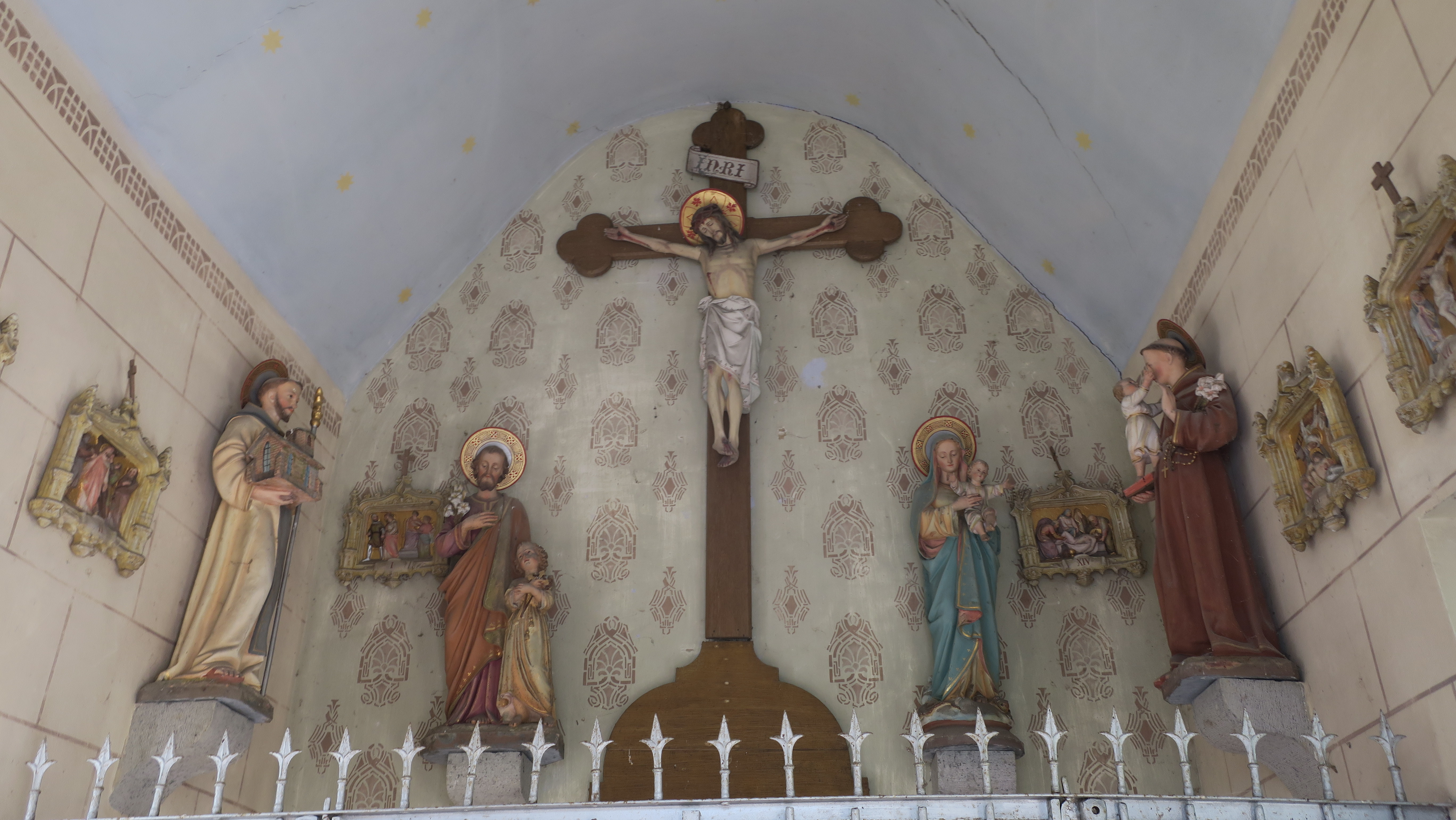
Interieur kapel Aerebeekstraat.Foot: Anne-Mie Havermans.

Het gebouw is opgetrokken in baksteen onder een leien zadeldak. Het dak is afgewerkt met een witgeschilderde, gedetailleerd uitgesneden, houten dakrand. De kapel wordt bekroond met een smeedijzeren topkruis. Op de achtergevel, onder de nok, hangt een kruisbeeld waar de processie en bedevaarders bij elke rondgang bleven stilstaan. Iedere zijgevel is voorzien van een raam met een roeden verdeling als het bovenlicht. De buitenste roeden zijn ingevuld met groen kathedraalglas en de hoeken in geel kathedraalglas. 
Twee arduinen treden geven toegang tot de kapel, die te betreden is via een dubbele houten deur, die afgewerkt is met een bovenlicht. Dit bovenlicht is onderverdeeld volgens dezelfde roeden als de ramen in de zijgevel. De roeden zijn ingevuld met blank glas en twee kleuren kathedraalglas, groen en geel. Het middelste glas heeft een geruit patroon.  
Het interieur is merkwaardig en mooi afgewerkt. De binnenmuren zijn beschilderd met sjablonen. De zijwanden hebben een steenpatroon. De wand achter het altaar heeft decoratief patroon. Het houten altaar bevindt zich achter een metalen afsluiting en is bekroond met een kruis met kruisbeeld. Aan weerszijden van dit kruis zijn wandsokkels voorzien in blauwe hardsteen. In totaal zijn er vier van deze sokkels waarop beelden staan van onder ander O.L.V. met kind, Jozef met kind, en Antonius van Padua. Op het altaar staan ook nog twee beelden waaronder een beeld van Amandus van Maastricht. Het centrale sculptuur ontbreekt. In de kapel hangt ook een gepolychromeerde kruisweg en het blauwe plafond is voorzien van sterren. De vloer is uitgewerkt in kleurrijke tegels gemaakt uit gres en gelegd volgens een vast patroon. Er zijn ook twee banken opgesteld in de ruimte.
De kapel is publiek toegankelijk en is omheind door een meidoornhaag.

## Socio-cultureel
Sinds zijn ontstaan speelt de kapel een belangrijke rol in het leven van de omwonenden. De kapel ligt op de route van een processie. Vandaag is de kapel omheind door een meidoornhaag. De kapel is te situeren in de periode van de katholiek opleving in het interbellum. 